# Volcán Tromen
Tromen es un estratovolcán en Argentina de 3.978 m de altura, ubicado dentro del parque provincial El Tromen, en la provincia del Neuquén. Al pie del volcán, se encuentra la localidad de Buta Ranquil.
La laguna Tromen se encuentra al pie de la ladera noroeste del volcán Tromen a una altitud de 2100 m y cubre una superficie aproximada de 4 km².
En base al análisis de reportes históricos en conjunto con datos geomorfológicos y una edad radiocarbono se determinó que los últimos períodos de actividad volcánica del volcán Tromen son posteriores a 1400. Dos ciclos eruptivos constituidos por fenómenos de bajo riesgo volcánico fueron registrados. El primero tuvo lugar entre los años 1400 y 1751, y el último entre 1820 y 1828.

## Toponimia
El nombre del volcán proviene de un vocablo mapuche que puede significar blando; una derivación del vocablo indígena tomen, que significa totora o espadaña. Al volcán Tromen también se lo llama Pun Mahuida, que significaría cerro negro o nublado.